# Sexplotació

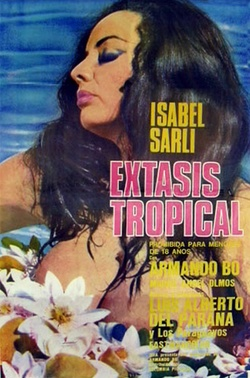
Cartell d'estrena de la pel·lícula argentina de 1969 Éxtasis tropical, protagonitzada per Isabel Sarli, una de les estrelles més grans del gènere de sexplotació.

Una pel·lícula d'explotació sexual o sexplotació (de l'anglès "sexploitation") és un gènere de pel·lícules de baix pressupost i de producció independent que s'associa generalment amb els anys 1960 i principis de la dècada de 1970, i que serveix en gran part com a vehicle per a l'exposició de situacions sexuals no explícites i nuesa gratuïta. És un subgènere de les pel·lícules d'explotació. El terme "sexplotació" s'utilitza des de la dècada de 1940. Les pel·lícules d'explotació generalment s'exhibeixen als cinemes grindhouse urbans, els precursor dels cines de cinema per a adults dels anys 70 i 80 que presentaven contingut de porno dur. El terme soft-core s'utilitza sovint per designar pel·lícules d'explotació no explícita després de la legalització general del contingut hardcore. Les pel·lícules nudistes sovint es consideren també subgèneres del gènere d'explotació sexual. Les pel·lícules "Nudie" i "Nudie-cuties" són gèneres associats.

## Història de les pel·lícules d'explotació als Estats Units
Després d'una sèrie de sentències de la Cort Suprema dels Estats Units a finals dels anys 50 i 60, es van distribuir pel·lícules de sexe cada cop més explícites. El 1957, Roth contra Estats Units va establir que sexe i obscenitat no eren sinònims. El gènere va sorgir per primera vegada als Estats Units al voltant de 1960.

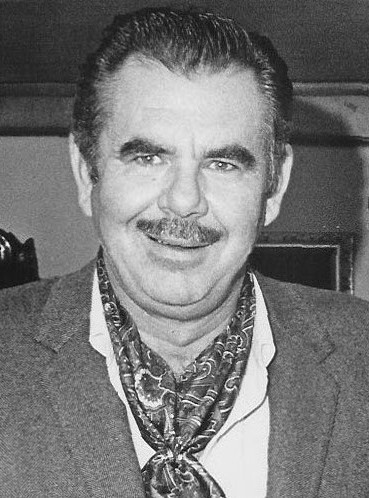
Russ Meyer

Al principi hi havia tres grans tipus: "nudie cuties" com ara The Immoral Mr. Teas (1959), pel·lícules ambientades en camps nudistes com Daughter of the Sun (1962) i imatges estrangeres una mica més "artístiques", com ara Les Collégiennes (1961). Les Nudie cuties eren populars a principis dels anys 60 i eren una progressió de les pel·lícules de campaments nudistes dels anys 50. El Tribunal Suprem havia dictaminat anteriorment que les pel·lícules ambientades en campaments de nudistes estaven exemptes de la prohibició general de la nuesa cinematogràfica, ja que es considerava que eren educatives. A principis dels anys 60, les pel·lícules que pretenien ser documentals i, per tant, "educatives" va permetre als productors d'explotació evadir els censors.

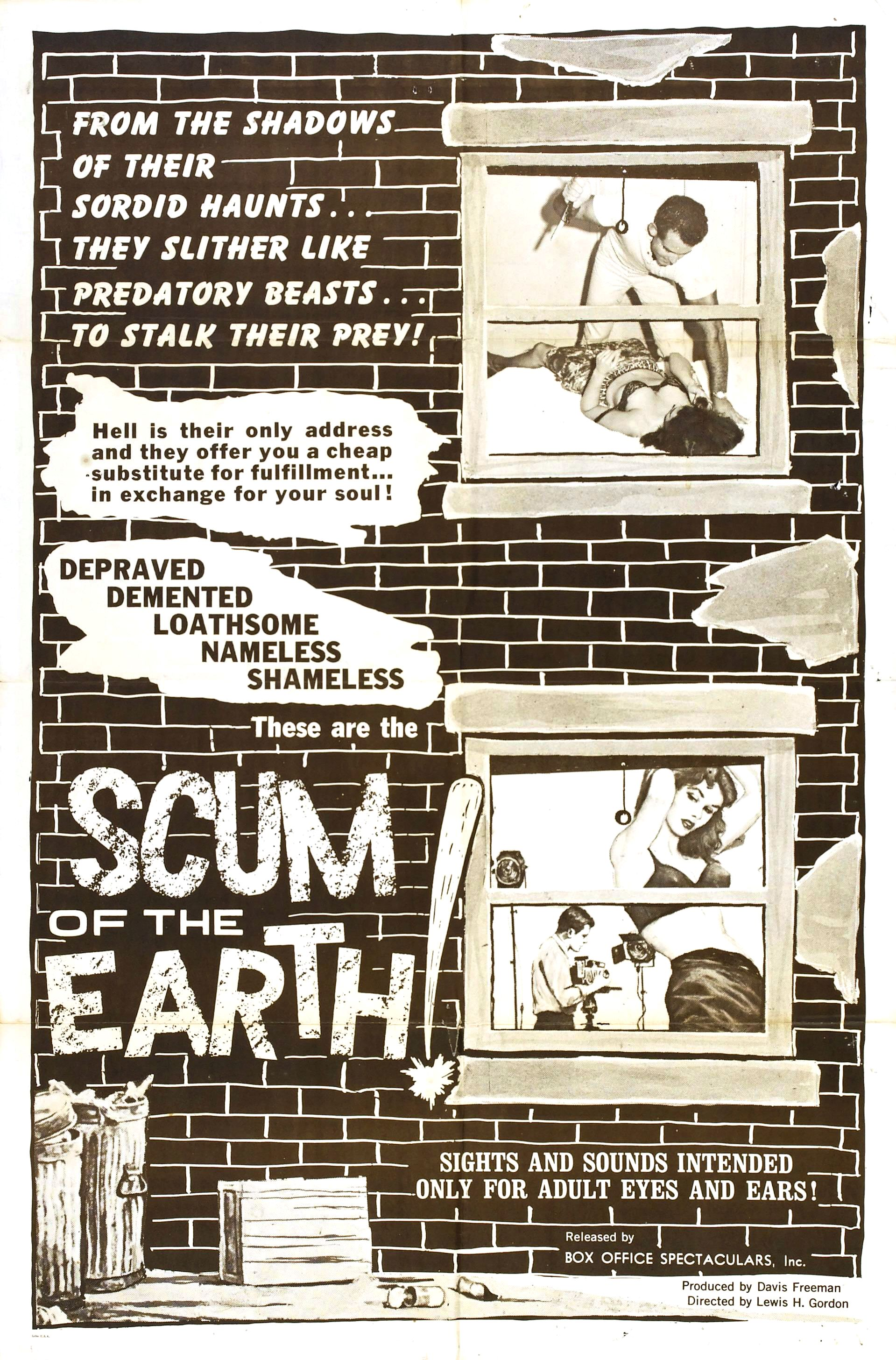
Cartell de "Scum on the Earth!"

Les Nudie cuties aviat van ser suplantades per les "roughies", que habitualment presentaven violència masculina contra les dones, inclosos segrests, violacions i assassinats. Lorna (1964) de Russ Meyer s àmpliament considerada com la primera roughie. Scum of the Earth! (1963) de Herschell Gordon Lewis i David F. Friedman és una altra pel·lícula que es cita com una de les primeres de aquest gènere. Un altre notable director roughie fou Doris Wishman.
Als EUA, les pel·lícules d'explotació es van projectar inicialment als cinemes grindhouse, així com cinemes independents en dificultats; tanmateix, a finals de la dècada es projectaven en cadenes de cinema establertes. A mesura que el gènere es va desenvolupar durant la dècada de 1960, les pel·lícules van començar a mostrar escenes de sexe simulat. Les pel·lícules tenien l'oposició dels grups religiosos i de l'MPAA, que estava preocupat perquè les pel·lícules d'explotació estaven reduint els beneficis dels principals distribuïdors de pel·lícules. Els clients que assistien a les projeccions de pel·lícules d'explotació sovint eren caracteritzades pels mitjans de comunicació com a desviats, "vells verds" i "ihomes de l'mpermeable".
A mitjans de la dècada de 1960 alguns diaris van començar a prohibir els anuncis de les pel·lícules. A finals de la dècada de 1960, les pel·lícules estaven atraient un públic més gran i més ampli, però, incloses parelles en lloc d'homes solters que originalment eren la gran majoria dels mecenes. El gènere va disminuir ràpidament en a principis de la dècada de 1970 a causa de les prohibicions de publicitat, el tancament de molts grindhouses i autocinemes i el creixement de la pornografia hardcore a la "Edat d'Or del Porno."" Molts cinemes que havien projectat pel·lícules d'explotació van passar a pel·lícules pornogràfiques hardcore o van tancar.

### Bata blanca
A finals de la dècada de 1960, la pel·lícula sueca Jag är nyfiken – en film i gult va provar les lleis d'obscenitat dels Estats Units. Després la sentència de 1969 del Tribunal Suprem que la pel·lícula no era obscena pel seu context educatiu, a finals dels anys 60 i principis dels 70 es van produir diverses pel·lícules d'explotació seguint aquest mateix format. Aquests van ser conegudes àmpliament com a "bates blanques", perquè, en aquestes pel·lícules, un metge vestit amb una bata blanca donaria una introducció al contingut gràfic que seguia, qualificant la pel·lícula com a "educativa". La sentència va provocar un augment de la producció de pel·lícules sexuals. Ur kärlekens språk i altres pel·lícules sueques i americanes van aprofitar aquesta idea fins que es van relaxar les lleis.

## Història de les pel·lícules d'explotació a l'Argentina

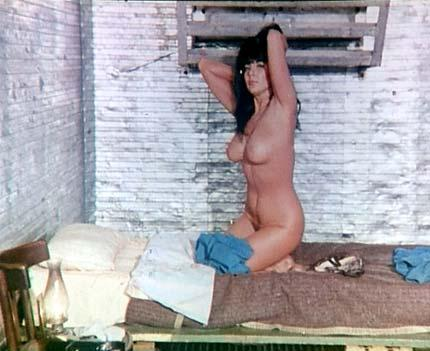
Isabel Sarli a Carne (1968).

A la dècada de 1960 es realitzaven pel·lícules de sexplotació argentines amb regularitat. Les estrelles nacionals més grans d'aquest gènere van ser Isabel Sarli i Libertad Leblanc. El gènere va disminuir ràpidament durant la dècada de 1980, especialment amb l'arribada de la democràcia a l'Argentina des de 1983, i va desaparèixer completament a la dècada de 1990, llevat d'algunes produccions de baix pressupost directament a vídeo.
Tot i que aquestes pel·lícules es van estrenar al seu país d'origen, la censura governamental de l'època (l'Argentina va alternar entre la democràcia i la dictadura durant la major part dels anys 60 i 70) era propensa a -o tenia l'hàbit constant de- muntar molt les pel·lícules abans de la seva estrena, amenaçant amb una prohibició total si l'estudi o el director no ho complien. Armando Bó, que va fer diverses pel·lícules de sexplotació i eròtiques amb la seva parella romàntica i musa Isabel Sarli, és un dels casos més coneguts a l'Argentina de tenir disputes amb els censors que el volien o posar a la presó per haver fet "material obscè" o prohibir les seves pel·lícules, que es van estrenar majoritàriament en forma truncada, i amb moltes escenes extirpades de les seves pel·lícules en el moment de la seva estrena.
Un dels agents més notoris de la censura governamental durant aquest període va ser Miguel Paulino Tato, que va treballar durant de jure i de facto  administracions com a director de lEnte de Calificación Cinematogràfica argentí. En aquest sentit, Tato va censurar -prohibir o editar molt- desenes de pel·lícules eròtiques o de sexplotació (d'Argentina i d'arreu del món) durant els anys 60 i 70; també va prohibir o tallar centenars de pel·lícules nacionals/internacionals de qualsevol tipus i gènere durant la mateixa època, sempre utilitzant el pretext d'una lluita moral justa i moral contra el "marxisme", pel·lícules "anticatòliques" o "subversives" que, segons ell, intentaven "contaminar" els valors i la identitat nacional del país. Tot i que va exercir un paper majoritàriament burocràtic, Tato estava interessat en concedir entrevistes als mitjans de comunicació descrivint les seves opinions autoritàries d'extrema dreta i fins i tot presumir de ser "un nazi" en diverses ocasions. També era un racista (i n'estava orgullós), i va dir a la televisió, en el moment de l'estrena argentina de Shaft a l'Àfrica (1973): "¡Negros, al Africa!".

### Rivalitat entre Isabel Sarli i Libertad Leblanc

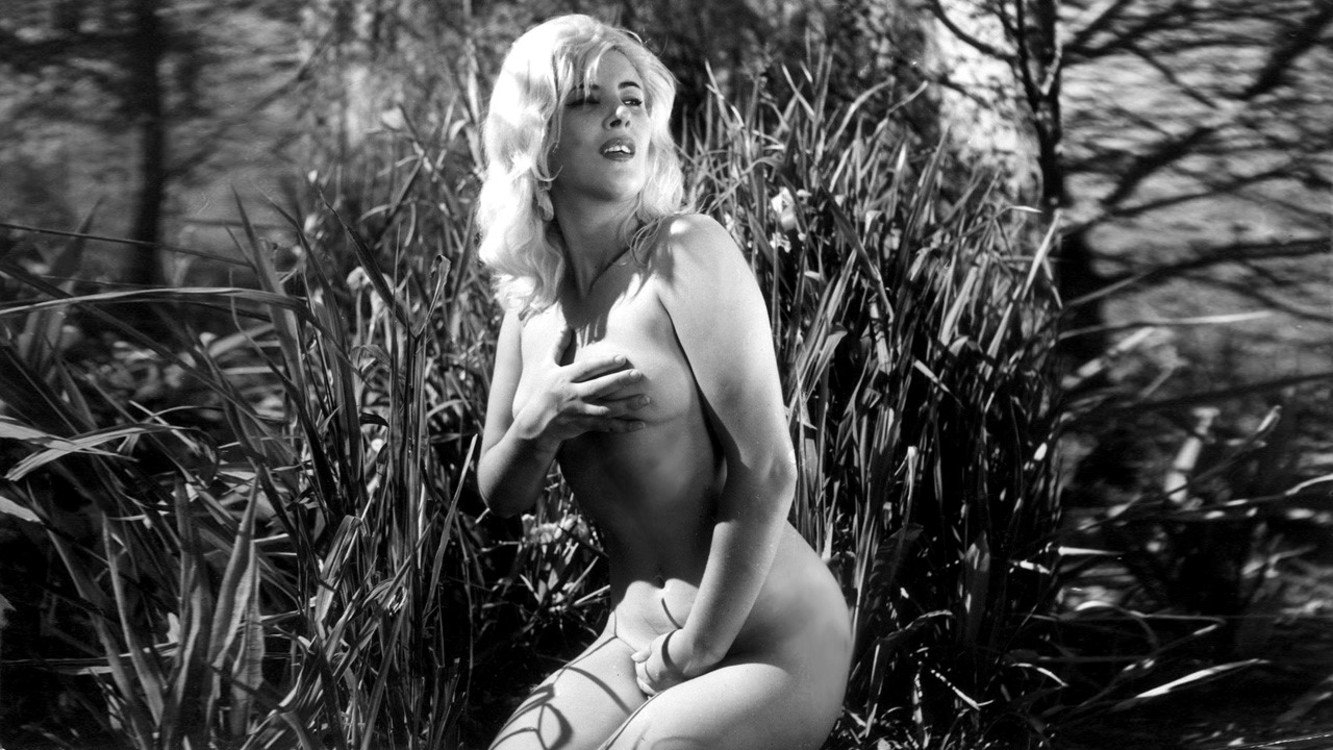
L'actriu argentina Libertad Leblanc a La Flor de Irupé (1962).

La rivalitat de Libertad Leblanc amb Isabel Sarli -que va ser, i probablement encara és, el sex symbol més gran del cinema argentí- va ser molt conspicua als anys seixanta. Van ser les dues grans figures del cinema eròtic al seu país d'origen, competint pels titulars i l'èxit de taquilla, i alhora el contrast entre ambdues, en aparença i personalitat (també a la pantalla i fora) no pot ser més gran: Isabel Sarli era una morena exuberant, de formes generoses i atributs naturals. En canvi, Libertad Leblanc era més aviat esvelta, tenia implants mamaris, es va tenyir els cabells de ros platí i va mantenir la seva pell blanca distintiva evitant constantment l'exposició al sol. Sarli tenia una personalitat tímida i una mica innocent, i sempre desprenia una imatge pública "casual i desenfadada"; les seves pel·lícules solen ser melodrames i comèdies amb molta nuesa. En canvi, Leblanc era desinhibida i astuta, i donava una imatge pública d'una vamp o d'una seductora; va ser batejada com "La deessa blanca" (La diosa blanca) pels mitjans de comunicació, i la seva filmografia inclou pel·lícules policials i thrillers.
"La Sarli", com l'anomenaven abans, era, com a actriu, un producte íntegrament creat per Armando Bó, ja que el director argentí no sols va ser el seu amant de sempre -mai es van casar legalment, sinó que van conviure fins a la seva mort-, el seu gerent, el seu productor i director de cinema, i fins i tot una figura d'autoritat, alhora. "La Leblanc", com també l'anomenaven, tenia una trajectòria diferent i ja s'acostumava -des de petita, en realitat- a obrir-se camí sola, i era una autèntica dona feta a si mateixa de la seva època: tenia disputes i discutia en igualtat amb productors, directors i distribuïdors; va ser la seva pròpia gestora i va coproduir quasi totes les seves pel·lícules -en un moment en què no ho feia cap dona-, a més d'encarregar-se quasi sempre de la distribució i promoció de les seves pel·lícules. En aquest sentit, una productora mexicana, amb qui Leblanc va fer vuit pel·lícules, va dir una vegada als mitjans que "Llibertat Leblanc, quan parla de negocis, té bigoti".
De fet, va ser la mateixa Libertad Leblanc qui va instal·lar la rivalitat entre ella i Sarli als mitjans de comunicació, així com a la consciència popular. Per tal de promocionar la seva primera pel·lícula, La Flor de Irupé (1962), Leblanc va suggerir un cartell promocional amb un nu en blanc i negre i una llegenda que deia: "Libertat Leblanc, rival d'Isabel Sarli". Tot i que Isabel Sarli no va dir res aleshores, Armando Bó, amb ira, va acusar Leblanc d'utilitzar de manera tortuosa la fama internacional de Sarli. Temps després, en una entrevista del 2004, Leblanc es va mostrar sincera sobre tot l'afer: “I [Bó] tenia raó; però bé: no ens vam gastar ni un cèntim [en publicitat] i tot va sortir perfectament"; en aquella mateixa entrevista, quan li van preguntar si realment creia que hi havia una rivalitat real entre Sarli i ella, Leblanc va respondre: "De cap manera no. Amb Armando [Bó] sí que vam tenir els nostres enfrontaments perquè aquella fama [la polèmica publicitària] també va circular per tot el món. Però és divina, molt ingènua, sí, però és una dona preciosa...".

## Notables directors de sexplotació

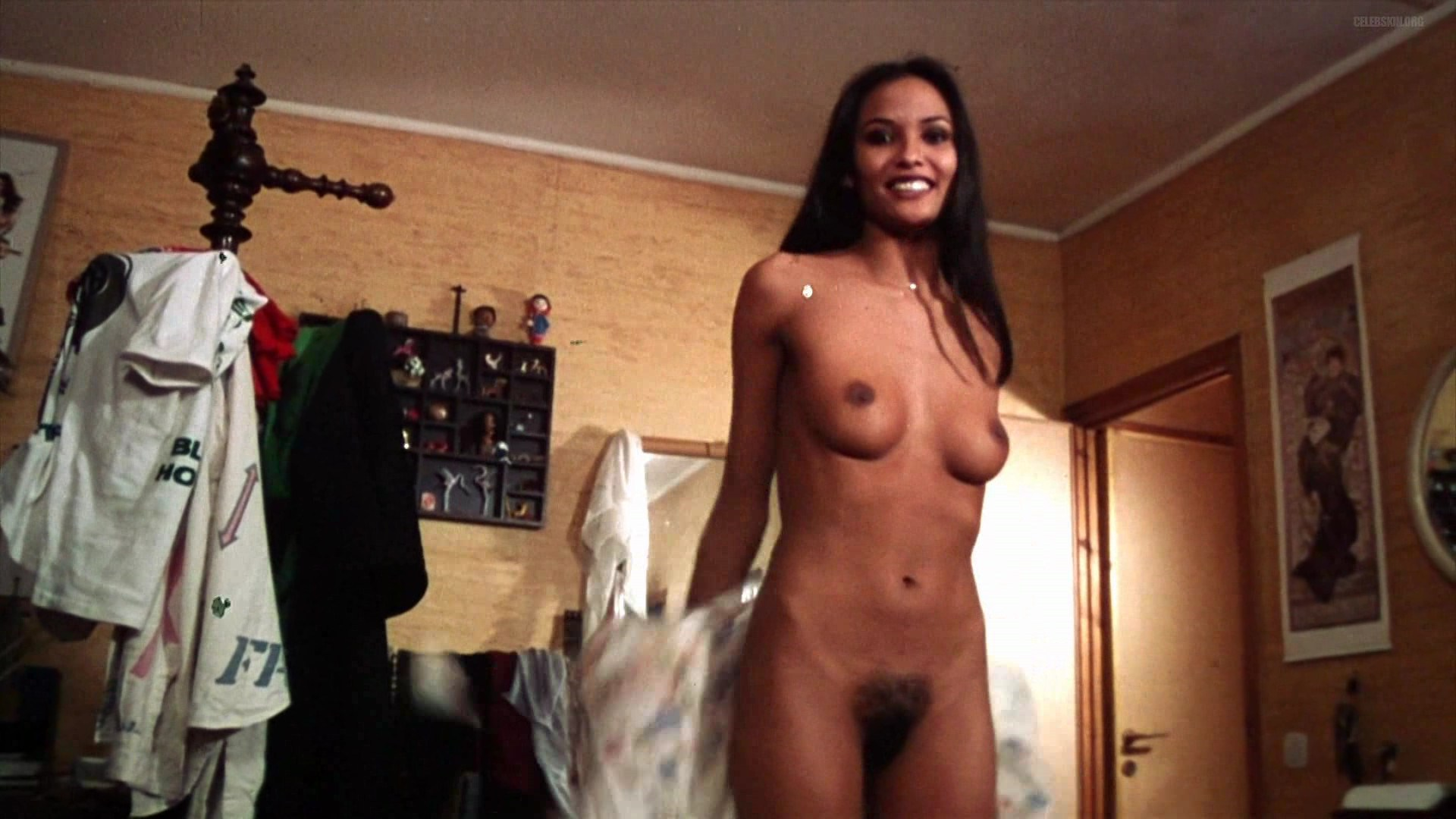
Laura Gemscher a "Notti porno nel mundo" (1977) de Joe d'Amato

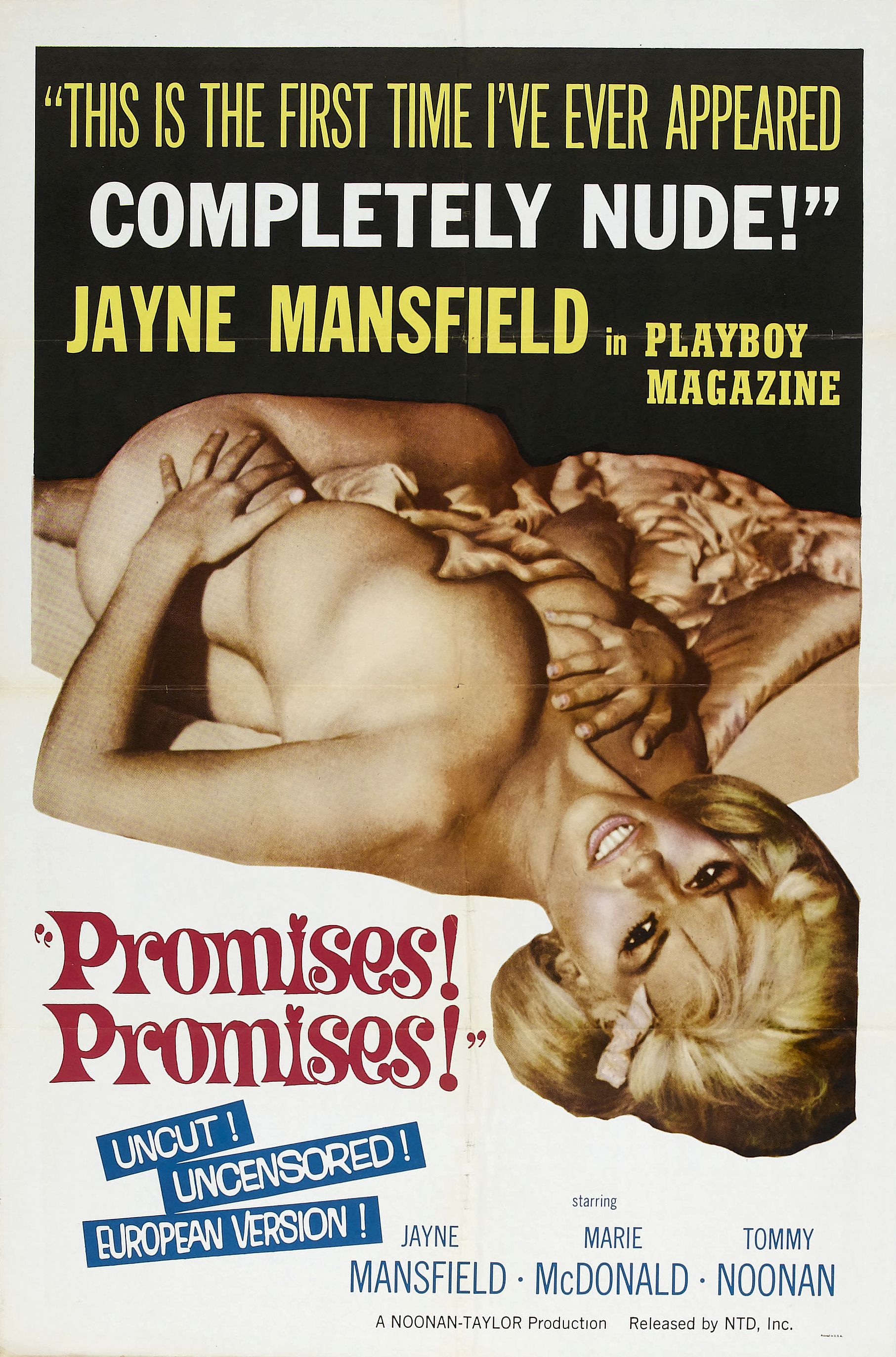
Cartell de "Promises! Promises!" (1963)

- Andy Milligan
- Armando Bó
- Carl Monson
- David F. Friedman[4][9]
- Doris Wishman[23]
- Emilio Vieyra
- Fred Olen Ray
- George Harrison Marks
- Jean Rollin
- Jesús Franco
- Jim Wynorski
- Joseph W. Sarno
- Joe D'Amato
- Michael Findlay
- Radley Metzger[24]
- Russ Meyer[25]
- Stanley Long
- Stephanie Rothman
- Stephen C. Apostolof
- Tinto Brass
- Ted V. Mikels